# 桃井絵理香
桃井 絵理香（ももい えりか、1991年7月19日 - ）は、日本の女性声優、女優。宮城県仙台市出身。フリーで活動している。

## 来歴
高校卒業後、芸能活動を始める前は菓匠三全に勤務していたが、東日本大震災をきっかけに芸能界入りを決意した。
2014年 - 劇団ひまわり所属（劇団ひまわり所属前は、仙台の劇団ひまわりエクステンションスタジオに所属）
2017年 - スチール・ウッド・ガーデンに移籍
2019年 - 事務所を卒業し、フリーになる
2020年 - 声優のわたなべかずひろと結婚

## 人物
身長：163cm
性別：女性
出身：宮城県仙台市
特技：簿記資格多数取得
水泳：スイミングスクールで講師経験あり

## 出演作品

### 舞台
- グワィニャオン「生きてるうちが華なのよTAIAI」（2023年） - 三波祐子 役
- グワィニャオン「Dear...私様」（2019年） - 伊藤早苗 役/並木李央 役
- グワィニャオン「六月の斬る」（2018年） - 前山由岐 役
- 放課後ランナー「ヒステリックファイブ」（2018年） - 山井 役
- 放課後ランナー「極道幼稚園」（2017年） - 野茂恭子 役
- 劇団ひまわり「音楽劇 御手洗さん」（2017年） - 目の見えぬ妾 役[4]
- 劇団ひまわり「剣客商売」（2014年） - おはる 役 / 弥次郎の妻 役
- 劇団ひまわり「あやかし相談承り〼。」（2014年） - シズ 役
- 劇団ひまわり「ヨンカーズ物語」（2013年） - ベラ 役
- 劇団ひまわり「コルチャック先生と子供たち」（2013年） - 酒場の女 役 / 教員 役
- グワィニャオン「生きてるうちが華なのよ TAIAI」（2023年）[5]

### 映像
- 日本テレビ「踊る!さんま御殿!!」（2017年） - 再現VTR：新郎親族 役
- TBSテレビ「逃げるは恥だが役に立つ」（2016年） - 大学友人 役
- TBSテレビ「仰げば尊し」（2016年） - 不良 役
- NHK「とと姉ちゃん」（2016年） - レギュラークラスメイト 役
- NHK「真田丸」（2016年） - 風流踊女 役
- NHK「ファミリーヒストリー」（2016年） - 看護師 役
- NHK「総合診療医ドクターG」（2016年） - 看護師 役
- 日本テレビ「ヒガンバナ〜警視庁捜査七課〜」（2016年） - 寮生 役
- テレビ朝日「はじめまして、愛しています。」（2016年） - カップル 役
- 「陣内組ピクチャー」（2016年） - 新婦友人 役
- BSフジ「発掘!歴史に秘めた恋物語」（2015年） - 岡本かの子 役
- NHK「まれ」（2015年） - お見合い相手 役
- NHK「ちゃんぽん食べたかっ!」（2015年） - 生徒 役
- NHK「かぶき者 慶次」（2015年） - 町娘 役
- TBSテレビ「表参道高校合唱部!」（2015年） - 生徒 役
- NHK「軍師官兵衛」（2014年） - 光の侍女 役
- NHK「おそろし〜三島屋変調百物語」（2014年） - 町娘 役
- NHK「風の峠〜銀漢の賦〜」（2014年） - 農民 / 女中 役
- NHK「徒歩7分」（2014年） - カップル 役
- NHK「佐知とマユ」（2014年） - カップル 役
- 日本テレビ「弱くても勝てます〜青志先生とへっぽこ高校球児の野望〜」（2014年） - 生徒 役
- TBSテレビ「アゲイン」（2014年） - 塾講生 役
- NHK「あまちゃん」（2013年） - 三陸市民 役
- テレビ朝日「仮面ライダーフォーゼ」（2011年 - 2012年） - 生徒 役

### 広告
- WEB「厚生労働省 動画で学ぶパワハラ」（2016年）
- 広告「マイクロソフト」（2016年）
- 広告「ティファールアイロン」（2016年）
- 広告「株式会社ももちゃん便」（2015年 - 2017年）[6]
- 広告「渋谷マークシティ」（2015年）
- 広告「ビール酒造組合キャンペーン」（2015）
- 広告「マイナビバイト」（2015年）
- WEB「スリミックシェイク」広告モデル（2013年）

### 声優
- ラジオドラマ「囁きカフェsweetvampire3」（2017年） - 町娘 役
- ラジオドラマ「囁きカフェsweetvampire2」（2016年） - 茨野眠々 役

### 映画
- 映画「ちはやふる -上の句-」（2016年） - 生徒 役
- 映画「黒い箱」（2015年） - 白沙彩芽 役
- 映画「ポンコツ」（2015年） - 美咲 役

### アイドル
- 「ユニットボーカルフェスティバル2016 summer」p±berry♪（2016年）
- 「ユニットボーカルフェスティバル2016 autom」p±berry♪（2016年）
- 「ユニットボーカルフェスティバル2015」p±berry♪、Slit★stream（2015年）
- 「アキバの真ん中カオスな宴 」p±berry♪（2015年）
- 「ユニットフェスティバル2014」P±berry♪（2014年）

### イベント
- イベント「バロックジャパンリミテッドRP大会」（2015年） - 決勝の客 役
- イベント「マクドナルド」（2015年）
- イベント「子供の夢フォーラム2014」（2014年） - フラダンスユニット
- イベント「ダンスフェスティバル2014」（2014年） - フラダンスユニット
- イベント「ユニットフェスティバル2014」（2014年） - フラダンスユニット